# Виринея (опера)
«Вирине́я» — опера в трёх действиях с эпилогом русского композитора Сергея Слонимского. Приурочена к 50-летию Октябрьской революции. Опера была написана в 1967 году на либретто Сергея Ценина по одноимённой повести Лидии Сейфуллиной о жизни русской деревни во время революции 1917 года. Был также учтён опыт инсценировки пьесы, сделанной в 1925 году совместно с Валерианом Правдухиным. 
Премьера оперы состоялась в Ленинградском Малом акамедическом театре оперы и балета, где партию Виринеи исполнила ведущая солистка театра Ольга Стихина. В конце 1960-х — начале 1970-х годов были осуществлены первые постановки оперы в Ленинградском Малом академическом театре оперы и балета, Московском театре имени К. С. Станиславского и В. И. Немировича-Данченко и в Куйбышевском оперном театре. В 1974 году композитор создал на основе музыки из оперы ораториальную сюиту из девяти частей.
В отличие от большинства советских опер на революционную тематику, в «Виринее» главными героями являются не рабочие, а крестьяне. Главная героиня, кержачка Виринея из Нижней Акгыровки, совершает нравственное и духовное перерождение, приходя к пониманию идей революции.
Сергей Ценин и Сергей Слонимский сделали ряд отступлений от повести Лидии Сейфуллиной. Было сокращено действие, кое-где были изменены ситуации и характеры. События оперы происходят в период между Февральской и Октябрьской революциями 1917 года. Опера открывается сценой сходки, на которой зачитывается февральский манифест (эта сцена отсутствует в повести). В деревне начинается противостояние классовых интересов. Главным героем оперы, наряду с Виринеей, становится народ.

## Действующие лица
- Виринея
- Василий
- Мокеиха
- Павел
- Безрукий солдат
- Магара
- Аксинья
- Федот
- Инженер
- Козлиха
- Обстоятельный мужик
- Молодой парень
- Девки с Чугунки
- Господин в очках
- Человек с инструкцией